# Vũ Quang Việt
Vũ Quang Việt là một nhà kinh tế gốc Việt, từng là Vụ trưởng Vụ Tài khoản Quốc gia thuộc Cục Thống kê Liên Hợp Quốc. Ông là người có nhiều công trình nghiên cứu và đóng góp cho tư duy kinh tế của Việt Nam.

## Tiểu sử
Ông rời Việt Nam trước năm 1975, trong thời gian ở Hoa Kỳ, ông đã học ngành Tâm lý học và sau đó ông học ngành Kinh tế. Ông có dịp tư vấn đầu tiên về kinh tế với Việt Nam là vào năm 1977, khi ngoại trưởng Việt Nam là Nguyễn Cơ Thạch sang thăm Hoa Kỳ và có tiếp xúc với ông.
Trong thời gian làm việc ở Cục thống kê Liên Hợp Quốc, ông là thành viên trong nhóm xây dựng Hệ thống Tài khoản Quốc gia 1993 (TKQG93) của Liên Hợp Quốc, có bảng phân tích "vào - ra" nhằm đo lường toàn bộ các hoạt động sản xuất và sự liên hệ của chúng trong một nền kinh tế.
Công việc chuyên môn của TS Vũ Quang Việt là nghiên cứu hệ thống ý niệm và cấu trúc thống kê kinh tế, điều hành việc ước tính một số thống kê kinh tế cho 191 nước thành viên của Liên Hợp Quốc.

## Những đóng góp về tư duy kinh tế Việt Nam
Từ những năm 1990 khi nền kinh tế Việt Nam đã mở cửa, ông có nhiều bài viết phân tích về nền kinh tế Việt Nam trong thời đại toàn cầu hóa, các góp ý của ông dưới dạng văn bản gửi tới các cơ quan thẩm quyền của chính phủ. Cùng với đó, ông cũng viết nhiều bài viết về kinh tế Việt Nam với các nền kinh tế khác qua các tờ báo kinh tế của Việt Nam như: Thời báo Kinh tế Sài Gòn , Thời báo Kinh tế Việt Nam, Thời báo Tài chính.
Thời gian gần đây ngoài các bài viết về kinh tế, ông còn viết các bài viết về chính sách xã hội của Việt Nam trước thực trạng chuyển biến thay đổi nhanh chóng của môi trường chính trị khu vực và quốc tế.

## Nhận định
- Về việc Đinh La Thăng vì những vi phạm bị cho ra khỏi bộ Chính trị, ông Việt cho đây là vấn đề thể chế: "Rõ ràng là quyền lập tập đoàn, doanh nghiệp mới, bổ nhiệm người lãnh đạo  thông qua dự án đầu tư đã được giao cho quan chức hành chính (từ Thủ tướng trở xuống) mà không cần đến một cơ quan dân cử nào như Quốc hội xem xét kỹ lưỡng và bỏ phiếu. Chủ trương coi kinh tế nhà nước là chủ đạo, và dựa vào tập đoàn nhà nước và các công ty con cháu là quả đấm thép, do Đảng chủ trương rõ ràng là nguyên nhân đưa đến đầy rẫy những trường hợp tương tự như Đinh La Thăng. Và chủ trương đó đang làm giầu cho một số đảng viên lãnh đạo, con cái và gia đình họ, và nhóm lợi ích bâu quanh. Còn nền kinh tế tiếp tục đi xuống và xã hội ngày càng bất ổn. Vấn đề Đinh La Thăng là vấn đề thể chế về quyền lực, chứ đâu phải chỉ định thầu.  Quyền lực không kiểm soát là quyền lực tha hóa và bị lạm dụng. Hệ thống quyền lực hiện nay vẫn không có gì thay đổi. " [3]